# برونیستوک
برونیستوک (به لاتین: Brunnistock) یک کوه در سوئیس است که در کانتون آوری واقع شده‌است. برونیستوک ۲٬۹۵۲ متر بالاتر از سطح دریا واقع شده‌است.